# Norgesmesterskabet i boksning 1926
Norgesmesterskabet i boksning 1926 blev arrangeret 27.-28. marts af Bergen boksekrets i Turnhallen, Bergen.

## Medaljevindere

### Herrer
| Vægtklasse: | Guld:                      | Sølv:                    | Bronze: |
| Fluevægt    | Øivind Hauge, Ørnulf       |                          |         |
| Bantam      | Odd Nøstdal, BAK           | Peter Olai Sandstøl, KAK |         |
| Fjervægt    |                            |                          |         |
| Letvægt     | Martin Johansen, Ørnulf    |                          |         |
| Weltervægt  | Haakon Hansen, KAK         |                          |         |
| Mellemvægt  | Edgar Christensen, Ørnulf  |                          |         |
| Letsværvægt | Reidar Thorsen, Ørnulf     |                          |         |
| Sværvægt    | Otto Wessel von Porat, KAK |                          |         |